# Artem Harutiunian
Artem Harutyunyan (arménien : Արտեմ Հարությունյան) est un boxeur allemand né le 13 août 1990 à Erevan en Arménie. 

## Carrière
Il remporte à 25 ans la médaille de bronze dans la catégorie des poids super-légers aux Jeux olympiques d'été de 2016 à Rio de Janeiro en ne s'inclinant qu'en demi-finale face au boxeur azerbaïdjanais Lorenzo Sotomayor. 
Le boxeur avait aussi été médaillé de bronze aux championnats d'Europe de Minsk en 2013.